# Ecyrus penicillatus
Ecyrus penicillatus är en skalbaggsart som beskrevs av Bates 1880. Ecyrus penicillatus ingår i släktet Ecyrus och familjen långhorningar.
Artens utbredningsområde är:
- Guatemala.
- Honduras.

Inga underarter finns listade i Catalogue of Life.